# Vacina antitetânica
A vacina antitetânica, também conhecida como o toxoide tetânico, é uma vacina inativada utilizada para prevenir o tétano. Durante a infância cinco doses são recomendadas, com uma sexta aplicada durante a adolescência. Doses adicionais a cada 10 anos são recomendadas. Depois de três doses, quase todos estão inicialmente imunizados. Para aqueles que não estão devidamente imunizados, uma dose de reforço deve ser dada em até 48 horas após uma lesão. Em pessoas com alto risco de lesões que não estão totalmente vacinadas contra o tétano uma antitoxina também pode ser recomendada. Deve-se certificar que mulheres grávidas estão com a vacinação contra o tétano em dia e, se não, a vacina pode prevenir o tétano neonatal.
A vacina é segura, inclusive para grávidas e pordadores de HIV/AIDS. Pode ocorrer vermelhidão e dor no local da injeção entre 25% e 85% das pessoas. Dor nos músculos, febre, sensação de cansaço e disenteria podem ocorrer. Há casos que envolvem Reações alérgicas graves, estas geralmente afetam menos de um indivíduo a cada 100.000 pessoas.
Diversas combinações de vacinas podem incluir a vacina contra o tétano, tais como a DTP e a dTpa , que contêm difteria, tétano e coqueluche. As vacinas dT e Td contêm a vacina para difteria e tétano. DTP e DT podem ser dadas à crianças com menos de sete anos de idade, enquanto dTpa e Td são aplicadas em pessoas a partir dos sete anos de idade. O d e p minúsculos denotam a força menor das vacinas de difteria e coqueluche.
O vacina foi desenvolvida em 1924 e tornou-se disponível nos Estados Unidos na década de 1940. Sua utilização resultou em uma redução de 95% na taxa de tétano. Está na Lista de Medicamentos Essenciais da Organização Mundial de Saúde, os medicamentos mais necessários, eficazes e seguros em um sistema de saúde. O custo bruto nem países em desenvolvimento é 0.17 e 0,65 dólares por dose em 2014. Nos Estados Unidos, um curso de vacina antitetânica está entre 25 e 50 dólares.